# 朱秉𣕃
宜川思裕王朱秉𣕃（？—1522年），是明朝宜川康僖王朱誠灌之庶一子。弘治十三年册封宜川王，嘉靖元年薨，諡號思裕。在位二十三年，無子，宜川郡王封除，以族弟朱秉樢擔任宗理管理宜川郡王族人。

## 家庭

### 妻
- 王妃杨氏，西安右获卫纳粟副千户杨仁长女

### 子女

#### 子
無